# Scott Yoo
Scott Yoo (Tokyo, 25 aprile 1971) è un direttore d'orchestra e violinista statunitense; è stato nominato direttore principale e direttore artistico dell'Orchestra Filarmonica di Città del Messico nel 2016. Ospita la serie TV PBS Now Hear This.

## Biografia

### Primi anni
Yoo è nato a Tokyo nel 1971. Suo padre era coreano e sua madre era giapponese.
Cresciuto a Glastonbury, Connecticut, Yoo ha iniziato a studiare violino all'età di tre anni e ha eseguito il Concerto per violino di Mendelssohn con la Boston Symphony Orchestra all'età di 12 anni. Ha studiato con Dorothy DeLay e Paul Kantor alla Juilliard School e ha vinto il Concorso Internazionale di Violino Josef Gingold in Brasile. In seguito si iscrisse all'Università di Harvard dove studiò fisica dopo essersi rotto accidentalmente il dito indice.

### Carriera

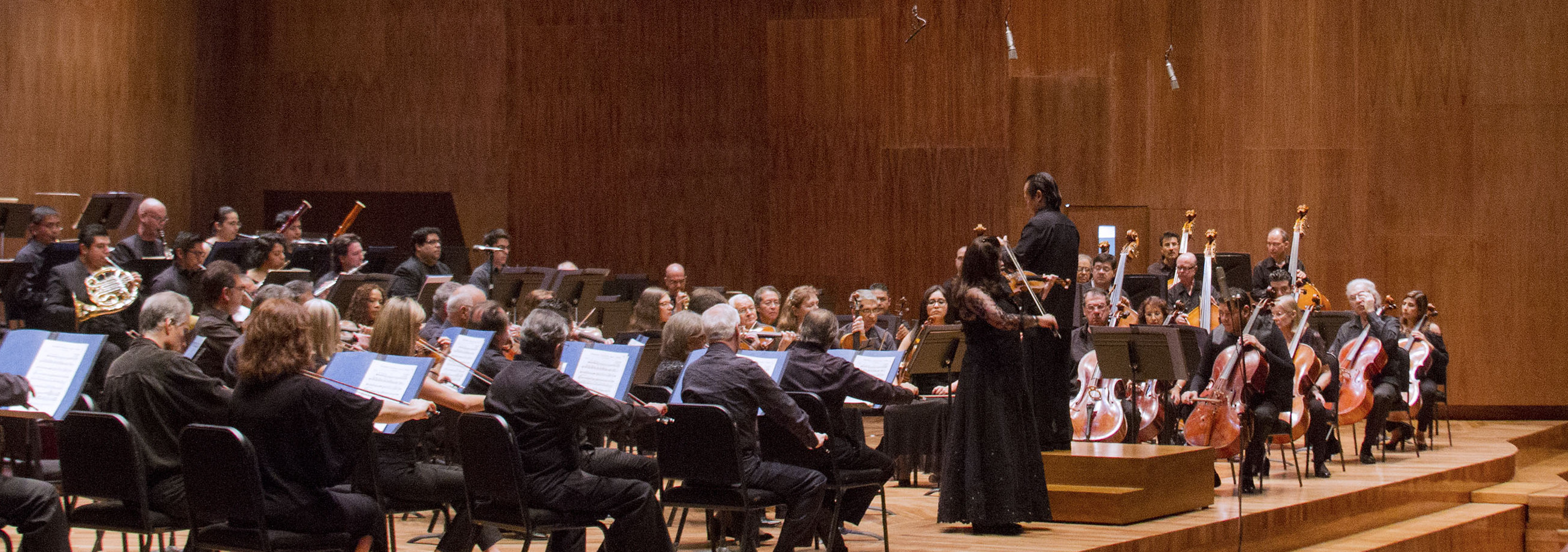
Scott Yoo dirige nel 2018 con la sua orchestra e con la violinista Erika Dobosiewicz

Nel 1994 Yoo ha partecipato alla fondazione della Metamorphosen Chamber Orchestra, che ha diretto nella sua serie su abbonamento alla Jordan Hall di Boston e in tour. All'età di 26 anni divenne assistente direttore della Dallas Symphony Orchestra e diresse la San Francisco Symphony, la Colorado Symphony, l'Orchestra Sinfonica di Indianapolis, la Utah Symphony e la New World Symphony. Ha diretto la Saint Paul Chamber Orchestra nel loro Elliott Carter Festival e nel suo esordio alla Carnegie Hall. In Europa ha diretto la City of London Sinfonia, la Britten Sinfonia, l'Orchestre Philharmonique de Radio France, l'Orchestre de chambre de Paris, l'Orchestra Sinfonica di Odense e l'Estonian National Symphony Orchestra. In Asia Yoo ha diretto la Yomiuri Nippon Symphony Orchestra a Tokyo e l'Orchestra Filarmonica di Seul e la Busan Philharmonic in Corea.
Nel 2002 Yoo è diventato direttore del Colorado College Summer Music Festival e direttore musicale del San Luis Obispo Mozart Festival nel 2005, ora chiamato Festival Mozaic.
Nel 2011 ha fondato il Medellín Festicámara, riunendo musicisti svantaggiati e artisti di fama internazionale insieme a Medellín, in Colombia.
Nel 2016 è stato eletto direttore principale dell'Orchestra Filarmonica di Città del Messico.
Ha registrato per Bridge Records, New World, Naxos e Sony Classical. Nel 2019 ha registrato due album di concerto per violoncello con la London Symphony Orchestra e la Royal Scottish National Orchestra per Sony Music.
Nel 2021 Yoo ha ricevuto una laurea ad honorem al Colorado College.

### Now Hear This
Nel settembre 2019 Yoo è diventato ospite e produttore esecutivo di Now Hear This, un programma televisivo musicale presentato da Great Performances, trasmesso dalla rete televisiva pubblica americana PBS. La serie è stata estesa a una terza stagione nel 2021 che si è svolta nella primavera del 2022. La sua quarta stagione è andata in onda nell'aprile 2023. La prima stagione includeva eventi di Vivaldi, Händel, Bach e Scarlatti e la seconda stagione comprendeva Haydn, Schubert, Mozart e Beethoven. La terza stagione si è concentrata su compositori americani, tra cui Amy Beach, Florence Price, Aaron Copland ed i compositori contemporanei Reena Esmail e Sergio Assad. La quarta stagione ha avuto presentato brani di Astor Piazzolla e il Tango Argentino, Robert Schumann, il compositore contemporaneo Andy Akiho e Isaac Albéniz.
Now Hear This è stato nominato per un Emmy Award nel 2021 e 2023.

### Vita privata
È sposato con la flautista Alice Dade, professoressa all'Università del Missouri. È apparsa in diversi episodi della serie Now Hear This sulla PBS.

## Discografia selezionata
- French Cello Concertos, Hee-Young Lim, London Symphony Orchestra, Sony Classical, London 2018, CD.
- Dvorak and Enesco Cello Concertos, Bion Tsang, Royal Scottish National Orchestra, Sony Classical, Glasgow 2018, CD
- Earl Kim Orchestral Works, RTE National Symphony Orchestra, Naxos, Dublin 2004, CD
- Earl Kim Chamber Music, Metamorphosen Chamber Orchestra, New World Records, Boston 2001, CD
- Mark O’Connor American Seasons, Metamorphosen Chamber Orchestra, Sony Classical, Boston 2001, CD